# Кармело Міфсуд Боннічі
Кармело Міфсуд Боннічі (англ. Karmenu Mifsud Bonnici; 17 липня 1933 — 5 листопада 2022) — мальтійський політик, прем'єр-міністр Мальти у 1984–1987 роках. Член Лейбористської партії.

## Перші роки і освіта
Народився в Бормла, отримав ступінь бакалавра в Мальтійському університеті. У 1954 році став доктором права. У 1968 році він закінчив курс податкового права і промисловості в Університетському коледжі Лондона.

## Кар'єра
З травня 1968 року був викладачем промислового та фінансового права в Мальтійському університеті. Під час навчання він був членом католицької соціальної Гільдії, а потім працював юридичним консультантом молодого християнського робітничого руху. Він також працював редактором газети «Il-Haddiem». У 1969 році він був найнятий місцевим консультантом в Союз некваліфікованих робітників. На цій посаді він відіграв велику роль у прийнятті закону «Про трудові відносини».

## Політична кар'єра
З 1980 року — заступник лідера Лейбориської партії, з 1983 — депутат
парламенту Мальти. Був міністром праці та соціального захисту, віце-прем'єром і міністр освіти Мальти. З грудня 1984 — лідер Лейбориської партії.

## Особисте життя
У нього є дві сестри і три брати.
Двоюрідний брат Кармело — Уго Міфсуд Боннічі (традиційно сім'я Міфсуд Боннічі підтримує Націоналістичну партію), був президентом Мальти (1994-1999).

## Нагороди
У 1990 році нагороджений національним орденом за заслуги Республіки Мальта.